# Aleksandar Janković (1972)
Aleksandar Janković (Servisch: Александар Јанковић) (Belgrado, 6 mei 1972) is een Servisch voetbaltrainer en voormalig voetballer.

## Spelerscarrière
Janković speelde tijdens zijn carrière voor volgende teams: Rode Ster Belgrado, het Australische Bonnyrigg White Eagles FC, AS Cherbourg Football, Pau FC en Kansas City Wizards. Op 28-jarige leeftijd moest hij noodgedwongen zijn spelerscarrière beëindigen door een knieblessure.

## Trainerscarrière
Janković was tussen 1999 en 2007 de vaste assistent van hoofdtrainer Slavoljub Muslin, bij Rode Ster Belgrado, Levski Sofia, Metaloerh Donetsk en Sporting Lokeren.
In het seizoen 2007-2008 maakte hij zijn debuut als hoofdcoach bij Rode Ster Belgrado. In april 2009 tekende hij een contract tot medio 2010 bij Sporting Lokeren waar hij op 25 oktober 2009 alweer werd ontslagen na een reeks tegenvallende resultaten. Tussen november 2010 en april 2014 trainde hij het Servisch beloftenelftal. Vanaf de zomer van 2014 was hij trainer van KV Mechelen, tot hij in september 2016 de overstap maakte naar Standard Luik.